# آلفرد مورگان (بازیکن فوتبال)
آلفرد مورگان (انگلیسی: Alfred Morgan؛ زادهٔ ۱۸۷۹) بازیکن فوتبال است.
از باشگاه‌هایی که در آن بازی کرده‌است می‌توان به باشگاه فوتبال گریمزبی تاون اشاره کرد.